# 噬魂灵声2
《噬魂灵声2》是一部将于2024年10月10日上映的泰国超自然恐怖电影。电影改编自Krittanon的同名泰语小说，是《噬魂灵声》的续集，由Major Join Film、Mine@Works和BEC World（泰国第3电视台）联合制作，塔提瓦·皖他（Thaweewat Wanta）执导，演员纳得克·钉宫、拉塔娃·蒂婉通、丹妮丝·洁莉尔查·卡本、佩拉克里特·帕查拉布纳亚基特、娜查·杰西卡·帕多万、穆罕默德·阿巴斯、朱尼尔·卡杰布泓迪缇特·珈迪、阿丽莎拉·翁差丽、帕尔梅吉·诺亚姆主演。

## 演员阵容
- 纳得克·钉宫 饰演 Yak
- 丹妮丝·洁莉尔查·卡本 饰演 Yad
- 朱尼尔·卡杰布泓迪缇特·珈迪 饰演 Yos
- 佩拉克里特·帕查拉布纳亚基特 饰演 Yod
- 娜查·杰西卡·帕多万 饰演 Yee
- 拉塔娃·蒂婉通 饰演 Yam
- 阿丽莎拉·翁差丽 饰演 Boonyen
- 帕尔梅吉·诺亚姆 饰演 Hang
- 塔纳萨兰·萨姆通莱 饰演 Nawin
- 穆罕默德·阿巴斯

## 制作与发行
2024年2月15日，演员纳得克·钉宫、丹妮丝·洁莉尔查·卡本、拉塔娃·蒂婉通、朱尼尔·卡杰布泓迪缇特·珈迪和佩拉克里特·帕查拉布纳亚基特与导演、剧组人员在拍摄开始前，泰国第3电视台位于廊鉴的影视基地进行开机祭祀仪式。
泰国第3电视台和M Studio于2024年2月28日举行了商业合作新闻发布会，并宣布双方将联合制作两部电影。除了将于2024年年底上映的《噬魂灵声2》，另一部电影则是计划于2024年8月上映，由纳帕·西恩索邦（Nine）主演的《Mana Man》（มานะแมน）。

### 续订
电影制片人透露他已经开始筹划电影《噬魂灵声3》，但无法透露更多的细节。电影预计2025年10月8日上映。